# Palma Soriano
Palma Soriano é uma cidade de Cuba pertencente à província de Santiago de Cuba.